# Ileana Silai
Ileana Silai (Cluj-Napoca, 14 ottobre 1941 – 27 giugno 2025) è stata una mezzofondista rumena.

## Biografia
Prese parte a quattro edizioni dei Giochi olimpici estivi: a Città del Messico 1968 vinse la medaglia di bronzo negli 800 metri piani; a Monaco di Baviera 1972 arrivò sesta sulla medesima distanza; a Montréal 1976 non superò le fasi di qualificazione né negli 800 né nei 1500 metri piani; infine, a Mosca 1980 arrivò ottava nei 1500 metri piani.
Vinse anche due medaglie d'argento guadagnate sugli 800 metri piani ai campionati europei di Sofia 1971 e Grenoble 1972, mentre nel 1978 ai campionati europei indoor di Milano divenne campionessa continentale dei 1500 metri piani.

### La squalifica per doping
Nel 1979 Silai fu sospesa per diciotto mesi dopo che fu trovata positiva agli steroidi anabolizzanti. Dopo otto mesi, il 1º giugno 1980, la squalifica fu sospesa dopo che il presidente della IAAF Adriaan Paulen affermò che una sospensione di diciotto mesi per un caso di assunzione di steroidi avrebbe impedito all'atleta la partecipazione ai Giochi olimpici di Mosca, e la cosa sarebbe stata una penalità eccessiva. Silai fu dunque riammessa alle gare in seguito a una decisione del consiglio IAAF con la motivazione "ragioni umane".

## Palmarès
| Anno | Manifestazione  | Sede              | Evento           | Risultato     | Prestazione | Note                  |
| ---- | --------------- | ----------------- | ---------------- | ------------- | ----------- | --------------------- |
| 1968 | Giochi olimpici | Città del Messico | 800 metri piani  | Argento       | 2'02"5      |                       |
| 1971 | Europei indoor  | Sofia             | 800 metri piani  | Argento       | 2'06"5      |                       |
| 1972 | Europei indoor  | Grenoble          | 800 metri piani  | Argento       | 2'05"17     |                       |
| 1972 | Giochi olimpici | Monaco di Baviera | 800 metri piani  | 6ª            | 2'00"04     |                       |
| 1976 | Giochi olimpici | Montréal          | 800 metri piani  | elim. semif.  | 2'02"22     |                       |
| 1976 | Giochi olimpici | Montréal          | 1500 metri piani | elim. qualif. | 4'13"61     |                       |
| 1978 | Europei indoor  | Milano            | 1500 metri piani | Oro           | 4'07"1      | Record dei campionati |
| 1980 | Giochi olimpici | Mosca             | 1500 metri piani | 8ª            | 4'02"98     |                       |